# 铧尖镇
铧尖乡，是中华人民共和国甘肃省酒泉市肃州区下辖的一个乡镇级行政单位。

## 行政区划
铧尖乡下辖以下地区：
铧尖村、小沙渠村、上三沟村、漫水滩村和集泉村。